# Гримальди, Никола (1645—1717)
Никола Гримальди (итал. Nicola Grimaldi; 16 декабря 1645, Теано, Неаполитанское королевство — 25 октября 1717, Рим, Папская область) — итальянский куриальный кардинал. Секретарь Священной Конгрегации воды с 1 апреля 1696 по 11 декабря 1701. Секретарь Священной Конгрегации церковного иммунитета с 11 декабря 1701 по 17 мая 1706. Секретарь Священной Конгрегации по делам епископов и монашествующих с 11 декабря 1701 по 17 мая 1706. Префект Священной Конгрегации Священной Консульты с 11 сентября 1709 по 25 октября 1717. Кардинал-дьякон с 17 мая 1706, с титулярной диаконией Санта-Мария-ин-Козмедин с 25 июня 1706 по 8 июня 1716. Кардинал-священник с титулом церкви Сан-Маттео-ин-Мерулана с 8 июня 1716 по 25 октября 1717.